# Achmed, il principe fantastico
Achmed, il principe fantastico, in seguito anche noto come Le avventure del principe Achmed (Die Abenteuer des Prinzen Achmed) è un film d'animazione uscito nel 1926, diretto da Lotte Reiniger e, non accreditato, Carl Koch. Il film è basato su elementi tratti da Le mille e una notte nella redazione di Hanna Diyab, fra cui Aladino e la lampada meravigliosa e Il principe Ahmed e la fata Pari-Banu. Si tratta del più antico lungometraggio d'animazione che ci sia pervenuto; due ad esso precedenti sono stati realizzati in Argentina da Quirino Cristiani, ma sono considerati perduti.

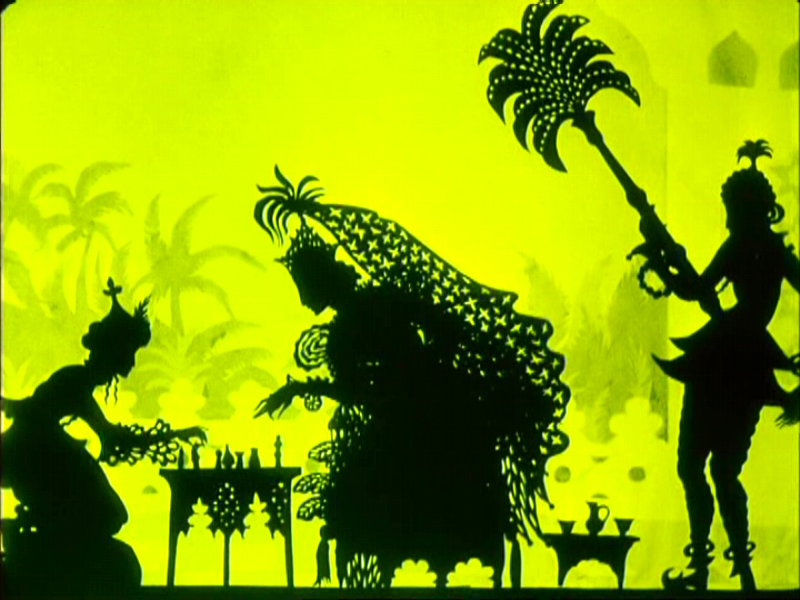

## Trama
I. Lo stregone africano, sul suo cavallo volante raggiunge la città del califfo per i festeggiamenti del suo compleanno. Il califfo, affascinato dalle prestazioni del cavallo, offre dapprima denaro allo stregone, poi, dopo il suo rifiuto, gli permette di scegliere uno dei suoi tesori. Lo stregone sceglie la figlia del califfo, la principessa Dinarsade. Ma il fratello di lei, Achmed, si oppone. Lo stregone allora lo induce a salire sul cavallo volante, e su di esso il principe Achmed si disperde nel cielo. Per questo lo stregone viene messo in ceppi.
II. La storia del principe Achmed. Achmed scopre come far scendere il cavallo volante, ed atterra sull'isola di Wak-Wak. Qui, le ancelle della regina Pari Banu lo accolgono e se lo contendono. Achmed allora risale sul cavallo volante e si reca sull'isola vicina: è un luogo nelle cui acque Pari Banu e le sue compagne usano venire a bagnarsi, raggiungendolo in volo con dei costumi da uccello. Achmed si innamora a prima vista di Pari Banu, che gli spiega di essere pur sempre in balia dei demoni di Wak-Wak, che di certo non avrebbero gradito la loro unione, alla quale peraltro ella stessa non appare convinta. Ciononostante Achmed la rapisce e la porta in Cina. Lo stregone africano intanto si è liberato dalle catene, raggiunge i due ed ingaggia una lotta con Achmed, riuscendo a confinarlo nel fondo di un dirupo; poi rapisce Pari Banu e parte con lei sul cavallo volante. Achmed, dopo una lotta con un enorme serpente, si libera.
III. Avventura in Cina. Lo stregone vende Pari Banu all'imperatore della Cina. Pari Banu rifiuta le sue profferte amorose, allora l'imperatore la consegna al suo giullare affinché la uccida, o, a suo piacimento, la sposi. Lo stregone poi torna da Achmed e lo pone, sotto l'immane peso di una roccia, in cima ad una montagna infiammata. Poi parte. Appare allora la strega della montagna, nemica giurata dello stregone; libera Achmed ed insieme giungono in Cina proprio mentre Pari Banu sta sposando il giullare. Ma anche i demoni di Wak-Wak sono alla ricerca della loro regina che giudicano fedifraga; arrivano sul posto e sottraggono Pari Banu portandola nel loro reame. Achmed riesce ad indurre uno dei demoni a portarlo a Wak-Wak, e viene deposto davanti al portone chiuso dell'isola.
IV. Aladino e la lampada prodigiosa. Soltanto Aladino con la sua lampada può aprire il portone. Achmed vede un uomo assalito da un mostro munito di proboscide: sconfigge il mostro e salva l'uomo. È Aladino, che però non è più in possesso della lampada, e che racconta la propria storia. Umile sarto nella città del califfo, un giorno viene contattato da uno straniero che gli promette in sposa la bella Dinarsade purché Aladino riesca a procurargli una lampada incantata che giace nei meandri sotterranei di un'alta montagna. Giunti lì, Aladino recupera la lampada, ma in seguito ad un diverbio con lo straniero rimane chiuso nella caverna sotterranea. Scopre però le proprietà della lampada, e chiede al genio di riportarlo a casa, dove, in una notte, fa costruire uno splendido palazzo per il califfo. Dall'oggi al domani tuttavia il palazzo scompare, e con esso la principessa: il califfo, contrariato, sta per far tagliare la testa ad Aladino, che riesce a fuggire su una barca a vela, e fa naufragio. Sulla riva mangia i frutti di un albero e, facendolo,  si trasforma nel mostro proboscidato che Achmed ha sconfitto. Il principe rivela ad Aladino di essere il fratello di Dinarsade, e che lo straniero non era altri che lo stregone africano. Giunge la strega della montagna e, dopo aver sconfitto lo stregone in una lotta, porta i due uomini al salvataggio di Pari Banu, che i demoni vogliono uccidere.
V. Lotta di spiriti a Wak-Wak. I geni buoni scaturiti dalla lampada vengono assaliti dai demoni, e Pari Banu viene rapita da un mostro a molte teste. La strega, ancora una volta, sconfigge i demoni ed il mostro. Il palazzo del califfo passa fluttuando nell'aria: Aladino, Achmed e Pari Banu, dopo aver salutato la strega, che trattiene con sé la lampada, salgono sul palazzo. Qui ritrovano Dinarsade e le due coppie, nel palazzo, atterrano nella città del califfo, che la accoglie con gioia.

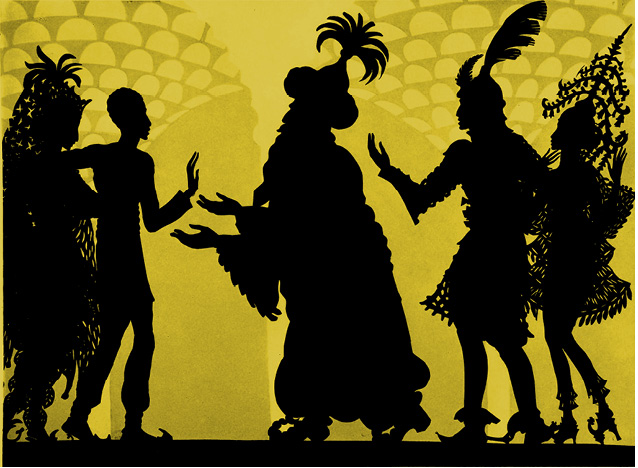

## Personaggi
- Lo stregone africano
- Il califfo
- Principessa Dinasarde, sua figlia
- Principe Achmed, suo fratello
- Pari Banu, regina di Wak-Wak
- La strega della montagna
- Aladino

## Produzione
Achmed, il principe fantastico è stato realizzato fra il 1923 e il 1926. Oltre a Lotte Reiniger, altri animatori, esponenti dell'avanguardia cinematografica del tempo, vi hanno preso parte, fra cui Walter Ruttmann, Berthold Bartosch, Alexander Kardan e Carl Koch.
L'animazione non si basa su disegni, ma su figure di carta ritagliate appositamente e filmate a passo uno. La tecnica utilizzata è quindi simile a quella del teatro di ombre della tradizione Wayang Kulit, laddove le silhouettes qui non sono manipolate dal vivo, ma fotografate inquadratura per inquadratura. Nel film sono presenti 96 000 inquadrature, che, ad una velocità di scorrimento di 24 fotogrammi al secondo, danno una durata complessiva di 65 minuti. La stampa originale era stata inoltre sottoposta a colorizzazione.

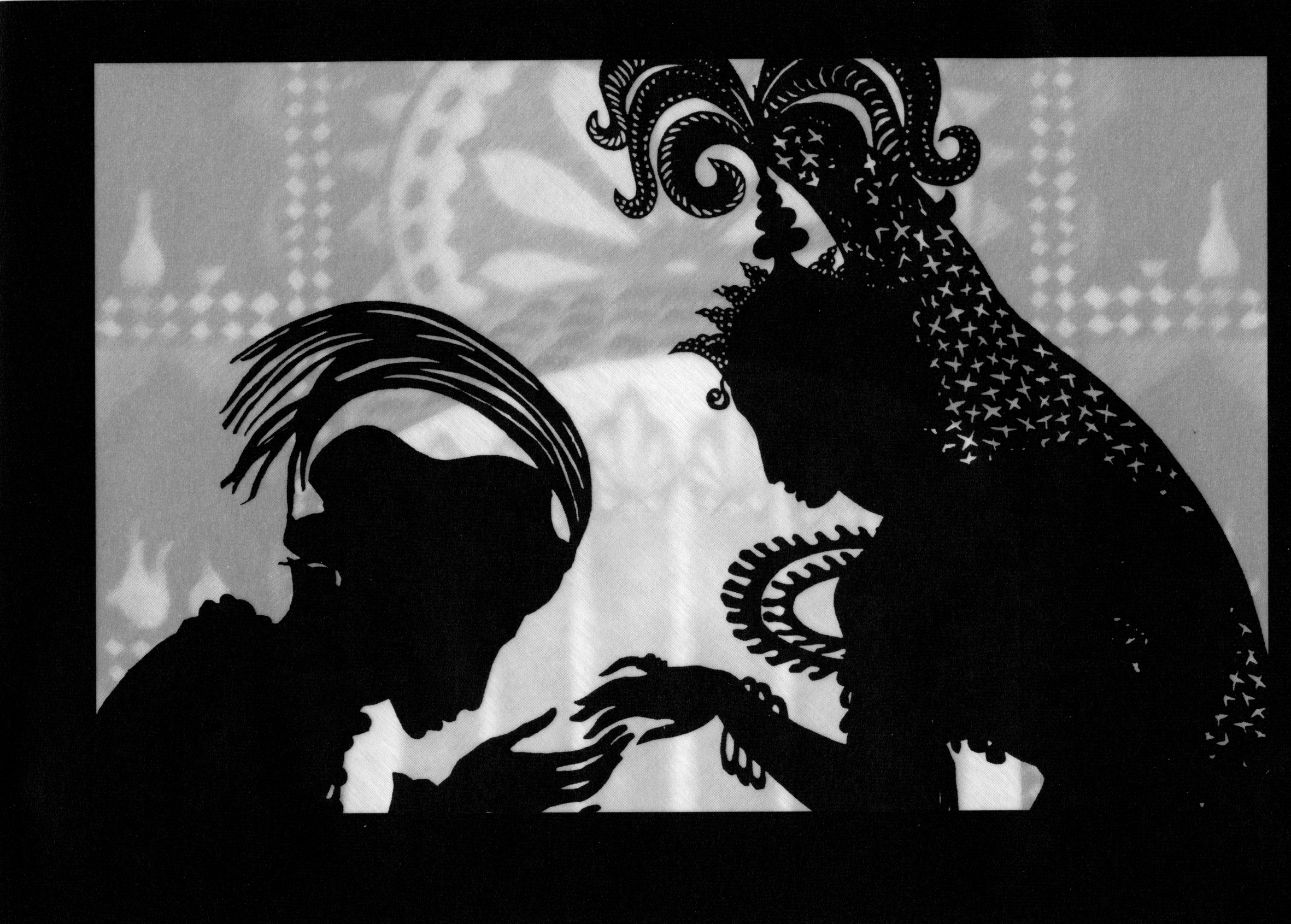

### Versione restaurata
Per lungo tempo sono state in circolazione copie del film solamente in bianco e nero: quelle risalenti agli anni '50 e '60, a causa della estrema infiammabilità delle pellicole in celluloide, e per la scarsità di risorse finanziarie, venivano infatti realizzate solo in quel modo. In un primo restauro della pellicola nel 1989 si cercò di ricreare le colorizzazioni originali solo per via ipotetica. Nel 1999, in occasione del centenario della nascita di Lotte Reiniger, i ricercatori dell'Archivio cinematografico di Francoforte ritrovarono nel National Film and Television Archive di Londra una copia positiva in Nitrocellulosa della pellicola, estremamente in buono stato nonostante i suoi 70 anni, che si riteneva essere una copia di prima mano del negativo originale. Questo ritrovamento, insieme all'utilizzo delle indicazioni presenti nella partitura musicale originale del film, hanno permesso la produzione, da parte del laboratorio di restauro cinematografico „L’Immagine Ritrovata“ della Cineteca di Bologna, di una versione correttamente colorizzata, che si ritiene essere molto vicina a quella della prima del film del maggio del 1926. Nell'occasione sono state ripristinate 124 didascalie originali, che erano state eliminate dall'intervento della censura della Repubblica di Weimar del 1926.

## Colonna sonora
Wolfgang Zeller ha composto la musica originale d'accompagnamento al film muto: la partitura è conservata presso la Biblioteca del Congresso di Washington, ed è stata utilizzata nel 1999 per il restauro del film a cura del Deutsche Filmmuseum. Nel frattempo sono state realizzate diverse versioni della colonna sonora, che talvolta si basano sui motivi originali di Zeller, altre volte sono composizioni nuove in tutto e per tutto. Una delle prime nuove colonne sonore è stata quella del 1954 del compositore britannico Freddie Phillips, specializzato nella sonorizzazione dei film muti, e che già aveva preso in considerazione altri lavori della Reiniger, in occasione di una nuova copia in bianco e nero del film, realizzata a Londra.
A partire dal restauro del 1999 hanno prodotto colonne sonore per il film il gruppo Silk Road Ensemble di Yo-Yo Ma, l'ensemble giordano-palestinese Khoury Project, il quintetto con pianoforte degli svizzeri I Salonisti, il Trio Teichmannhurt (fratelli Teichmann e Leopold Hurt) e la rock band elettronica britannica Flights of Helios. Su commissione del Kurt-Weill-Fest, il contrabbassista francese Renaud Garcia-Fons ha composto una nuova versione per sestetto di strumenti europei ed orientali (contrabbasso, fisarmonica, bansuri/ottavino, percussioni orientali, liuto/Tar e Marimba), che ha avuto la sua prima esecuzione nel 2011 a Dessau.
La colonna sonora del gruppo spagnolo Caspervek Trio ha avuto la sua prima esecuzione nel 2014 a Vigo, con ulteriori repliche a Ourense, Madrid e Liptovský Mikuláš (Slovacchia).
La versione della band newyorkese Morricone Youth è stata eseguita per la prima volta al Nitehawk Cinema di Brooklyn il 28 settembre 2012 e la casa discografica Country Club Records ne ha pubblicato un EP in vinile nel 2016.
Studenti del Royal Birmingham Conservatoire hanno composto una nuova partitura per il film, eseguita al Flatpack Film Festival il 22 aprile 2018.

## Distribuzione
Il film è uscito il 2 maggio 1926 al Volksbühne di Berlino Bülowplatz; in Italia ha esordito nel 1928.
Achmed, il principe fantastico è reperibile in streaming, così come in diversi DVD (pubblicati da Image Entertainment e dal British Film Institute).